# Wasserzell (Spalt)
Wasserzell (fränkisch: Dsäll) ist ein Gemeindeteil der Stadt Spalt im Landkreis Roth (Mittelfranken, Bayern). Wasserzell liegt in der Gemarkung Großweingarten.

## Geografie
Das Kirchdorf liegt im Spalter Hügelland nahe bei Spalt und Großweingarten, ca. 4 km Luftlinie nördlich des Großen Brombachsees. Er ist eingeteilt in Wasserzell/Altort und Wasserzell/Ost. Die Fränkische Rezat fließt nördlich angrenzend am Altort vorbei. Südwestlich des Ortes liegt das Waldgebiet Birkle, nördlich das Waldgebiet Lug.
Die Staatsstraße 2223 führt an der Egelmühle vorbei nach Spalt (1,9 km westlich) bzw. an dem Straßenhaus vorbei nach Georgensgmünd (4,5 km östlich). Eine Gemeindeverbindungsstraße führt nach Mosbach zur Kreisstraße RH 6 (1,9 km nordöstlich).

## Geschichte
Im 11. Jahrhundert wurde die Stephanuskirche erbaut. Der Ort wurde 1358 als „Wasserzell“ erstmals urkundlich erwähnt. Der Ortsname bedeutet zu dem am Wasser gelegenen Klosterhof. Orte, die auf -zell enden, sind fast immer Gründungen, die von einem Kloster ausgegangen sind. Für Wasserzell kommt nur das St.-Salvator-Kloster in Spalt in Frage. Da dieses Kloster spätestens 1037 aufgelöst wurde, kann man davon ausgehen, dass der Ort zuvor gegründet wurde. In der Regel handelt es sich bei diesen Zellen um Wirtschaftshöfe, hier kann es sich um eine Fischerei gehandelt haben.
Im Jahr 1366 verkaufte der Nürnberger Patrizier Berthold Holzschuher die Gefälle von vier Anwesen, darunter auch eine Mühle, an das Kloster Heilsbronn.
In den Salbüchern des Spalter Chorherrenstift St. Nikolaus von 1460, 1517 und 1549 wurden für Wasserzell jeweils drei Anwesen aufgelistet, 1619 waren es ein Wittum und ein Gut. Der Hauptmannschaft Enderndorf der Reichsstadt Nürnberg unterstanden 1529 vier Untertansfamilien. Das Hochstift Eichstätt erwarb erst 1615 ein Gütlein. Im Dreißigjährigen Krieg wurden die Kirche und der Friedhof zerstört. Letzterer wurde danach nicht mehr aufgebaut, die Kirche erst 1658.
Im Jahre 1671 bestand Wasserzell mit der Egelmühle aus elf Anwesen. Grundherren waren das eichstättische Kastenamt Spalt (2), die Kollegiatstifte St. Emmeram und St. Nikolaus (3), das brandenburg-ansbachische Verwalteramt Merkendorf (3) und das Landesalmosenamt der Reichsstadt Nürnberg (3).
Gegen Ende des 18. Jahrhunderts gab es in Wasserzell zehn Anwesen. Das Hochgericht übte das eichstättische Pflegamt Wernfels-Spalt aus. Die Dorf- und Gemeindeherrschaft hatte das Kastenamt Spalt. Grundherren waren der Hochstift Eichstätt (Kastenamt Spalt: 1 Halbhof; Kollegiatstift St. Emmeram und St. Nikolaus: 2 Halbhöfe, 1 Köblergut), das Verwalteramt Merkendorf (1 Gut mit Mahlmühle, 1 Gütlein), das Trisoleiamt Ellingen des Deutschen Ordens (1 Gütlein) und das Landesalmosenamt der Reichsstadt Nürnberg (1 Halbhof, 2 Gütlein). Neben den Anwesen gab es die Filialkirche und das Gemeindehirtenhaus.
Im Rahmen des Gemeindeedikts wurde Wasserzell dem 1808 gebildeten Steuerdistrikt Großweingarten und der 1811 gegründeten Ruralgemeinde Großweingarten zugeordnet.
An der Bahnstrecke Georgensgmünd–Spalt hatte Wasserzell von 1892 bis 1922 einen Haltepunkt.
Am 1. Januar 1972 wurde Wasserzell im Zuge der Gebietsreform in Bayern nach Spalt eingegliedert.
In den 1990er Jahren entstand, etwas abgesetzt vom Altort, das Wohngebiet Wasserzell/Ost mit 60 Bauplätzen.

### Baudenkmäler
In Wasserzell gibt es sieben Baudenkmäler:
- katholische Filialkirche St. Stephanus
- Hopfenbauernhäuser
- Felsenkellereingang
- Kleinhaus
- Bildstock

### Einwohnerentwicklung
| Jahr      | 001818 | 001840 | 001861 | 001871 | 001885 | 001900 | 001925 | 001950 | 001961 | 001970 | 001987 | 002012 | 002015 |
| Einwohner | 79     | 92     | 102    | 91     | 105    | 106    | 99     | 139    | 152    | 167    | 179    | 325    | 338    |
| Häuser    | 12     | 11     |        |        | 18     | 18     | 18     | 21     | 27     |        | 44     |        |        |
| Quelle    | [ 18 ] | [ 19 ] | [ 20 ] | [ 21 ] | [ 22 ] | [ 23 ] | [ 24 ] | [ 25 ] | [ 26 ] | [ 27 ] | [ 28 ] |        | [ 1 ]  |

## Religion
Der Ort ist römisch-katholisch geprägt und bis heute nach St. Emmeram (Spalt) gepfarrt. Die Einwohner evangelisch-lutherischer Konfession sind nach St. Michael (Fünfbronn) gepfarrt.